# 대한민국의 스포츠 중계권
대한민국의 스포츠 중계권은 대한민국의 방송사에서 스포츠 방송 중계 권리를 보호하는 제도이다.

## 종합 스포츠

### 올림픽
- 하계 올림픽 : 중앙그룹(JTBC(종합편성채널), JTBC 골프&스포츠(스포츠채널)), TVING, 네이버(OTT) (2028년~)
- 동계 올림픽 : 중앙그룹(JTBC(종합편성채널), JTBC 골프&스포츠(스포츠채널)), TVING, 네이버(OTT) (2026년~)

### 패럴림픽
- 하계 패럴림픽 : 중앙그룹 (JTBC(종합편성채널), JTBC 골프&스포츠(스포츠채널)), TVING(OTT) (2028년~)
- 동계 패럴림픽 : 중앙그룹 (JTBC(종합편성채널), JTBC 골프&스포츠(스포츠채널)), TVING(OTT) (2026년~)

### 아시안 게임
- 아시안 게임 : 지상파(KBS · MBC · SBS), 종합편성채널(TV조선), 유료방송(KBS N 스포츠 · MBC 스포츠 플러스 · SBS 스포츠 · SPOTV), 네이버TV(온라인), WAVVE(OTT) (2026년 ~ )
- 동계 아시안 게임 : 지상파(KBS · MBC · SBS), 유료방송(KBS N 스포츠 · MBC 스포츠 플러스 · SBS 스포츠), 네이버TV(온라인), WAVVE(OTT) (2029년 ~ )

### 장애인 아시안 게임
- 장애인 아시안 게임 : 지상파(KBS · MBC · SBS), 종합편성채널(TV조선), 유료방송(KBS N 스포츠 · MBC 스포츠 플러스 · SBS 스포츠 · SPOTV), 네이버TV(온라인), WAVVE(OTT) (2026년 ~ )

## 축구

### FIFA
- FIFA 월드컵, FIFA 여자 월드컵, FIFA 남자 연령별 월드컵, FIFA 여자 연령별 월드컵 : 중앙그룹(JTBC(종합편성채널), JTBC 골프&스포츠(스포츠채널)), FIFA+(온라인)(지역예선 일부 경기 한정), TVING(OTT)

### AFC
- AFC 아시안컵 : 쿠팡 플레이(2023년 11월~)
- AFC 챔피언스리그 엘리트, AFC 챔피언스리그 투(2024년 8월~) : CJ ENM(tvN · tvN 스포츠)(2025년 5월까지), 티빙(OTT)  (2025년 5월까지)
쿠팡 플레이(2025년 8월~)
- AFC U-23 아시안컵 : 쿠팡 플레이(2024년 3월~)

#### 축구리그
- K리그1 : JTBC 골프&스포츠, IB스포츠, 스카이 스포츠(2020년부터 2025년까지) 지상파 계열 스포츠 채널(KBS N 스포츠, MBC 스포츠플러스, SBS 스포츠), 엔터테인먼트 채널 종합편성채널[1](tvN), (TV조선)(2026년부터), 지상파(KBS · MBC · SBS)(2021년부터), 쿠팡플레이(OTT)(2022년 5월부터)
- K리그2 : IB스포츠, MAXPORTS(2026년부터), 생활체육TV, SMT SPORTS 및 BALL TV, 스카이 스포츠, IB스포츠 및 GOLF & PBA(2019년부터 2025년까지), 쿠팡플레이(OTT)(2023년부터)
- 사우디 프로페셔널리그: SPOTV(NOW)
- J1리그: 유튜브, 네이버 TV(2026년 8월부터) (KBS N 스포츠, MBC 스포츠플러스, SBS 스포츠, tvN SPORTS, JTBC 골프&스포츠)(2026-27시즌부터 지상파 계열, 엔터테인먼트, 종합편성 스포츠 채널 위성중계방송 예정입니다.)

### UEFA
- UEFA 유럽 축구 선수권 대회 : CJ ENM(tvN · tvN SHOW), 티빙(OTT) 
  - UEFA 유로 지역 예선 : SPOTV
- UEFA 네이션스리그 : SPOTV
- UEFA 챔피언스리그(플레이오프 포함) : SPOTV
- UEFA 유로파리그 : SPOTV
- UEFA 유로파컨퍼런스리그 : SPOTV

#### 축구리그
- 프리미어리그 : SPOTV(~2025년 5월), 쿠팡플레이 (2025-2026 ~ 2030-2031)[2]
- 라리가 : 쿠팡플레이(2023년 8월~)
- 분데스리가 : 쿠팡플레이(2024년 8월~)
- 세리에 A : SPOTV
- 리그 1 : 쿠팡플레이(OTT)
- 에레디비시 (페예노르트 경기 한정)(2024년 9월 20일~): 쿠팡플레이(OTT)
- 덴마크 수페르리가 (FC 미트윌란 경기 한정): 쿠팡플레이(OTT)
- 스코틀랜드 프리미어쉽 (셀틱 경기 한정): SPOTV

### CONMEBOL
- 코파 아메리카 : CJ ENM(tvN · tvN SHOW), 티빙(OTT)

### CONCACAF

#### 축구리그
- MLS (메이저리그 사커): 애플 TV+(OTT) (2023년~)

### FA컵
- 코리아컵 : 유료방송(KBS N 스포츠, MBC 스포츠플러스, SBS 스포츠, tvN SPORTS, TV조선2, 스카이스포츠 · MAXSPORTS)(2026년부터), 지상파[3](KBS · MBC · SBS)(1996년부터), 쿠팡플레이(OTT)
- 에미레이트 FA컵: 쿠팡플레이(OTT)
- 카라바오 컵: 쿠팡플레이(OTT)
- 코파 델 레이, 수페르코파 데 에스파냐: 쿠팡플레이(OTT)
- 코파 이탈리아, 수페르코파 이탈리아: SPOTV
- DFB 포칼: 쿠팡플레이(OTT)
- 쿠프 드 프랑스: 쿠팡플레이(OTT)

## 야구

### WBSC
- 월드 베이스볼 클래식 : 지상파(KBS · MBC · SBS)
- WBSC 프리미어 12 : SPOTV

### 야구리그
- KBO 리그 : 지상파 계열 스포츠 채널(KBS N 스포츠, MBC 스포츠플러스, SBS 스포츠), SPOTV, SPOTV2, 지상파[4](KBS2, MBC, SBS)
- MLB : SPOTV, 애플 TV+(OTT)(미국 금요일 밤 경기/한국 토요일 오전/낮 경기 한정), 지상파[5](KBS2, MBC, SBS)(2026년부터)
- 호주 야구 리그 : MBC 스포츠플러스

## 배구

### FIVB
- FIVB 세계 배구 선수권 대회  : SPOTV
- FIVB 세계 여자 배구 선수권 대회 : SPOTV, TV조선(부분)

### 배구리그
- V-리그 : KBS N 스포츠, SBS 스포츠
- KOVO컵 : KBS N 스포츠, SBS 스포츠

## 농구

### FIBA
- FIBA 농구 월드컵 : SPOTV

### 농구리그
- KBL : SBS TV, KBS 1TV, KBS 2TV
- WKBL : KBS N 스포츠 (2027년까지) MBC SPORTS+ SKYSPORTS
- NBA : SPOTV

## 골프

### PGA
- 마스터스 : SBS 골프, SBS 골프 2
- PGA 챔피언스 : JTBC GOLF
- US 오픈 : SBS 골프, SBS 골프 2
- 디 오픈 챔피언십 : JTBC 골프&스포츠

### LPGA
- ANA 인스퍼레이션 : JTBC GOLF
- US 여자 오픈 : SBS 골프, SBS 골프 2
- KPMG 우먼스 PGA 챔피언십 : JTBC GOLF
- 아문디 에비앙 챔피언십 : JTBC GOLF
- AIG 위민스 오픈 : JTBC GOLF

### 기타
- 라이더컵 : SPOTV Golf & Health
- PGA 투어 : JTBC 골프&스포츠
- LPGA 투어 : SBS 골프, SBS 골프 2
- JLPGA 투어 : SPOTV Golf & Health
- KLPGA 투어 : SBS 골프, SBS 골프 2
- 유럽 투어(DP월드투어) : SPOTV Golf & Health

## 테니스

### 그랜드 슬램
- 호주 오픈 : CJ ENM(tvN · tvN SPORTS), 티빙(OTT) (~2027년)
- 프랑스 오픈 : CJ ENM(tvN · tvN SPORTS), 티빙(OTT) (~2027년)
- 윔블던 : CJ ENM(tvN · tvN SPORTS), 티빙(OTT) (2024년~)
- US 오픈 : CJ ENM(tvN · tvN SPORTS), 티빙(OTT) (2024년~)

### ATP 투어
- ATP 투어 250 : JTBC 골프&스포츠, SPOTV
- ATP 투어 500 : KBS N 스포츠, SPOTV
- ATP 투어 마스터스 1000 : 스카이 스포츠, SPOTV
- ATP 파이널스 : TBA
- ATP 월드 투어 : KBS N 스포츠
- ATP 챌린저 투어 : TBA

### 기타
- 데이비스컵 : STN SPORTS
- 코리아 오픈 : JTBC 골프&스포츠

## 이종격투기
- UFC : tvN 스포츠
- 원FC : IB 스포츠
- ROAD FC : SPOTV

## 자동차 경주
- F1 : 쿠팡플레이(OTT)

## 레슬링
- WWE : IB스포츠
- 신일본 프로레슬링 : MX

## 빙상
- ISU 쇼트트랙 월드컵 : SBS, SBS 스포츠

## 컬링
- 세계 컬링 선수권 대회, 태평양-아시아 컬링 선수권 대회 : SBS 스포츠

## 씨름
- 천하장사씨름대축제, 민속씨름리그 : KBS N 스포츠
- 설날장사씨름대회, 단오장사씨름대회, 추석장사씨름대회 : KBS 1TV

## 같이 보기
- 미국의 스포츠 중계권
- 갤럭시아에스엠
- 국가대표팀
- 한국방송협회
- 방송통신위원회